# Altavista (Zacatecas)
Altavista, o Chalchihuites, es una importante zona arqueológica cerca del municipio de Chalchihuites, en el estado de Zacatecas, México. Se localiza a 229 kilómetros al norte-noroeste de la ciudad de Zacatecas. Se ubica al oeste del cerro Sombrerete en la esquina noroeste del estado de Durango. Este sitio fue un oasis cultural, habitado de manera continua entre los años 100 al 1400 DC.
La zona se encuentra en la sierra de Chalchihuites. La palabra Chalchihuites proviene del náhuatl chalchíhuitl, que significa piedra preciosa. Grupos de las culturas chalchihuites-chichimecas se establecieron aquí.
El nombre Altavista se debe a un rancho que existió en los alrededores, cuando el arqueólogo Manuel Gamio visitó la zona. Existen opiniones de que este centro ceremonial fue desarrollado por la rama súchil de la cultura Chalchihuites. Se le relaciona con la cultura Chalchihuites, que floreció en el período clásico mesoamericano, tuvo estructura social y política; poseían una escritura jeroglífica. Y construyeron ciudades formales y urbanizadas, centros ceremoniales, usaron numeración, astronomía, y otros conocimientos. Este grupo tuvo en Chalchihuites, elementos que favorecieron su vida social, económica y militar.

## Historia del lugar
Manuel Gamio efectuó las primeras investigaciones de este sitio en 1908. Exploró la zona del Salón de las Columnas y sus escaleras; también hizo sondeos en la región.
Las siguientes investigaciones del lugar tuvieron lugar en 1971, por J. Charles Kelley inició una excavación extensa del mismo; esos trabajos continuaron hasta 1976. La mayor parte de la historia conocida de la cultura Chalchihuites se debe a Kelley.
Las investigaciones arrojaron que el centro ceremonial fue diseñado y construido entre los años 450-470 d. C. El INAH ha establecido que este no construido al azar, se hicieron orientaciones precisas desde el cerro del Chapín (siete kilómetros S-O) donde se encontraron dos petroglifos (círculos-cruces) similares a otros encontrados en Teotihuacán.

## La Zona
Phil Weigand identificó más de 750 minas prehispánicas en la región. En Alta Vista se encontró turquesa, procedente de lugares remotos; del "suroeste americano", más de mil kilómetros al norte.
El centro ceremonial de Altavista, tiene sofisticadas características, parte de la ideología ritual mesoamericana.
Se piensa que Altavista era un punto de comercio de turquesa, proveniente de las minas oasis-americanas de Nuevo México. La población decayó hacia el año 800 d. C.
El auge de Altavista, se estima en el periódico clásico, hacia los años 400 a 650 d. C. Representa al principal centro ceremonial de la cultura Chalchihuites y la frontera septentrional.

## Orientación
La zona de Altavista se localiza casi sobre el Trópico de Cáncer, orientada de tal manera que las esquinas de las estructuras coinciden con los puntos cardinales, no poco común en Mesoamérica (INAH).
Desde los cerros se aprecia el alineamiento del sol con el otro cerro, y este a su vez alineado a su vez alineado con el laberinto de Altavista. Este es un corredor delimitado por muros y pilastras. Desde este corredor, se puede observar la salida del sol que sobre cúspide del cerro.

## Estructuras
La mayoría de las estructuras identificadas, aún no han sido descubiertas ni investigadas.

### Salón de las Columnas
Estructura temprana. Recinto cuadrado con restos de 28 columnas, probablemente soportes de techo. Fue construido sobre una base, integrada a un patio con un altar central y un pasillo o andador perimetral elevado.
Es probable que originalmente hubo un patio en el centro del salón y que la estructura fue modificada para tener un techo completo. Posteriormente fue rellenado y convertido en una plataforma.

### Escalera de Gamio
Probablemente fue acceso al anterior edificio. Aparentemente varias de las columnas fueron reforzadas, con contrafuertes adosados a muros exteriores, es posible que fallas estructurales del salón se deban a esto.
En la esquina norte del recinto se encontró una tumba múltiple, con cuatro recipientes de ofrenda. Los recipientes tienen grabada una águila, con serpientes y relámpagos en su pico y garras. Probablemente el salón estuvo dedicado al dios Tezcatlipoca (dios Jaguar de los Cielos Nocturnos y del Norte).

### Pirámide del Sol
No se encontró que esta estructura fue la primera de tres etapas constructivas. Sobre ella se hay restos de un templo con almenas. Dentro hay una cripta que tuvo restos de tres personas con elaboradas ofrendas, se supone que pertenecen a importantes personas del lugar (sacerdotes-gobernantes).

### Templo de las Calaveras
Se encontraron muros y pisos de adobe con estuco. Se ubica al suroeste de la Pirámide del Sol. Tiene una pequeña entrada de 70 centímetros en el muro sureste. Hay dos hoyos de 40 centímetros, probablemente cimiento de dos postes que sostuvieron un marco soporte del techo. Existe un fogón de roca y adobe estucado; de dos metros cuadrados. En el piso se encontró huesos humanos desarticulados (cráneos, mandíbulas y huesos), los cráneos tienen perforaciones, y los fémures estaban amarrados con soga. Se estima que estos restos pudieron ser parte de ofrendas asociadas al sacrificio humano.

### El laberinto
Un pasillo largo de muros de mampostería ubicado al lado del Salón de las Columnas.; se compone de varias vueltas y pilares con variados ángulos. Se identificaron varias moficiaciones realizadas en el pasillo después de su construcción original. Se ha encontrado una alineación entre la prolongación del pasillo y el pico del cerro Picacho (salida del sol equinoccial). A la salida del sol, se ilumina el laberinto con luz solar, razón por la cual se le ha llamado "camino solar".

### Otras estructuras
Existen muchas otras estructuras aún no estudiadas, la plataforma suroeste del patio tiene restos de unas estructuras; una pirámide central y pequeños recintos a ambos lados.

## Descuido de la Zona
La población de Chalchihuites se preocupa por la falta de seguridad en la zona y la falta de seguridad para la importante y valiosa colección de piezas arqueológicas que alberga el mismo museo.